# Józef Zapędzki
Józef Zapędzki (ur. 11 marca 1929 w Kazimierówce, zm. 15 lutego 2022 we Wrocławiu) – polski żołnierz i strzelec sportowy, dwukrotny mistrz olimpijski w strzelaniu z pistoletu szybkostrzelnego, podpułkownik Wojska Polskiego.

## Życiorys

### Młodość i kariera wojskowa
Był synem Jana Zapędzkiego i Marii Zapędzkiej, z d. Wacławczyk. Jego ojciec pracował jako zwrotniczy.
W 1936 rozpoczął naukę w szkole podstawowej w Łazach, jego edukację przerwała jednak II wojna światowa. Od połowy 1943 do stycznia 1945 pracował w dziale mechanicznym fabryki maszyn w Zawierciu. Jego ojciec został w 1943 aresztowany za pomoc jeńcom-robotnikom przymusowym pracującym w parowozowni w Bytomiu, a następnie osadzony w obozie w Auschwitz, skąd został przewieziony w 1944 do Buchenwaldu, a w kwietniu 1945 do Dachau. Tam zmarł na skutek postrzelenia przez strażnika bezpośrednio przed wyzwoleniem obozu.
W 1947 ukończył w trybie przyspieszonym szkołę podstawową w Łazach i rozpoczął pracę w tamtejszej parowozowni. Równocześnie uczył się w trybie wieczorowym w Państwowym Gimnazjum Mechanicznym w Zawierciu. W 1949 wstąpił do Oficerskiej Szkoły Piechoty we Wrocławiu. Ukończył ją w 1951 i uzyskał stopień podporucznika piechoty. W latach 1951–1960 służył w 73 Pułku Zmechanizowanym w Gubinie, w latach 1951–1952 był tam dowódcą plutonu, następnie dowódcą kompanii, w czasie służby w tej jednostce został awansowany do stopnia kapitana. W 1960 został przeniesiony do Wrocławia. W 1962 ukończył Liceum Ogólnokształcące w Bolesławcu, w 1975 studia w Akademii Wychowania Fizycznego we Wrocławiu. Odszedł z wojska w stopniu podpułkownika w 1977.

### Kariera sportowa
Strzelectwo sportowe zaczął uprawiać w 1957, został zawodnikiem Ligi Przyjaciół Żołnierza w Zielonej Górze, w styczniu 1960 został powołany do reprezentacji Polski, nie udało mu się jednak zakwalifikować na igrzyska olimpijskie w Rzymie (1960. Jeszcze w tym samym roku sięgnął po pierwsze w karierze mistrzostwo Polski oraz rekord Polski w strzelaniu z pistoletu dowolnego na 50 metrów, z wynikiem 557 punktów. Od 1961 był zawodnikiem WKS Śląsk Wrocław.
W 1962 zadebiutował na mistrzostwach świata (zajął 23. miejsce w swojej konkurencji), w 1963 na mistrzostwach Europy (w najlepszym ze startów zajął 5. miejsce). W 1964 zajął drugie miejsce podczas zawodów strzeleckich Spartakiady Armii Zaprzyjaźnionych w Sofii, poprawił też rekord Polski. Po dobrych startach w pierwszej części sezonu wystąpił na igrzyskach olimpijskich w Tokio (1964), na których zajął 15. miejsce, z wynikiem 584 punkty.
W 1965 został mistrzem Europy w konkurencji pistolet centralnego zapłonu 30+30 strzałów. w 1966 wicemistrzem świata w konkurencji pistolet szybkostrzelny 2 × 30 strzałów. a drużynowo wywalczył brązowy medal w konkurencji pistolet dowolny 60 strzałów (z Rajmundem Stachurskim, Józefem Frydelem i Henrykiem Siekiem). W 1967 zajął 2. miejsce podczas rozgrywanego w Meksyku "Tygodnia sportów przedolimpijskich" zajął 2. miejsce.
W opinii zagranicznej prasy specjalistycznej był głównym kandydatem do zwycięstwa podczas igrzysk olimpijskich w Meksyku (1968). Podczas igrzysk, w konkurencji pistolet szybkostrzelny 2 × 30 strzałów wywalczył złoty medal, z wynikiem 593 punktów (rekord olimpijski). Prowadził już po pierwszym dniu zawodów, osiągając kolejno 100, 99 i 99 punktów (łącznie 298). Drugi zawodnik po pierwszym dniu, Renart Sulejmanow zdobył 297 punktów, trzech kolejnych strzelców po 296 punktów, najgroźniejszy według prasy rywal, Marcel Roșca – 295 punktów. W drugim dniu zawodów zdobył 295 punktów, co łącznie dało mu zwycięstwo, z wynikiem 593 punkty. Kolejnych trzech zawodników zdobyło ich łącznie 591 (w tym Rosca i Sulejmanow).
Po niezbyt udanych startach w 1969 zrezygnował ze startu w zbliżających się mistrzostwach Europy, za co Polski Związek Strzelectwa Sportowego ukarał go roczną dyskwalifikacją. W styczniu 1970 niemieckie pismo Deutsche SchützenZeitung sklasyfikowało go na 3. miejscu w historii strzelectwa sportowego w jego konkurencji. W lipcu 1970 uczestniczył w wypadku samochodowym, po którym zrezygnował początkowo ze startu w mistrzostwach świata, które miały się odbyć pod koniec roku. Następnie jednak zmienił zdanie i został włączony do reprezentacji. Na mistrzostwach świata zajął jednak dopiero 44. miejsce.
W 1971 wywalczył brązowy medal podczas mistrzostw Europy, w konkurencji pistolet szybkostrzelny 2 × 30 metrów (przegrał dogrywkę o srebrny medal). W pierwszej połowie 1972 osiągał dobre wyniki, zwyciężył m.in. podczas mistrzostw armii zaprzyjaźnionych, zdobył też brązowy medal mistrzostw Europy w konkurencji pistolet pneumatyczny 40 strzałów. Przed igrzyskami olimpijskimi w Monachium (1972) nie uważał się jednak za kandydata do złotego medalu (liczył na trzecie miejsce). Na igrzyskach zdobył jednak ponownie złoty medal w konkurencji pistolet szybkostrzelny 2 × 30 metrów, z wynikiem 595, który był rekordem olimpijskim.  W pierwszej serii zdobył jako jeden z czterech zawodników maksymalne 200 punktów, w drugiej 199 punktów (prowadził po niej wspólnie z Igorem Bakałowem), w trzeciej 196 punktów (Bakałow uzyskał w niej tylko 184 punkty). Ostatecznie wygrał z przewagą jednego punktu nad Ladislavem Fialtą, który osiągnął kolejno 200, 197 i 197 punktów. Dla J. Zapędzkiego zwycięstwo to miało dodatkowe znaczenie symboliczne, albowiem złoty medal odbierał w dniu rocznicy wybuchu II wojny światowej, w miejscu oddalonym o ok. 20 km od miejsca śmierci i pochówku jego ojca.
Po igrzyskach otrzymał propozycję prowadzenia reprezentacji Szwajcarii, jednak z niej nie skorzystał. Na mistrzostwach Europy w 1973 zdobył brązowy medal w konkurencji pistolet pneumatyczny 40 strzałów (z Rajmundem Stachurskim, Pawłem Małkiem i Wacłąwem Hamerlińskim). Srebrny medal w tej samej konkurencji zdobył na mistrzostwach Europy w 1974 (z Pawłem Małkiem, Zbigniewem Fedyczakiem i Rajmundem Stachurskim), brązowy w 1975 (z Pawłem Małkiem, Rajmundem Stachurskim i Stanisławem Czyrkiem), ponownie srebrny w 1976 (z Rajmundem Stachurskim, Pawłem Małkiem i Zbigniewem Rabczukiem). Bez sukcesów startował natomiast na mistrzostwach świata w 1974.
W 1976 wystąpił na igrzyskach olimpijskich w Montrealu, w konkurencji pistolet szybkostrzelny 2 × 30 strzałów. Zacięcie się pistoletu w pierwszej serii strzelań pociągnęło za sobą utratę 40 punktów, w pozostałych strzelaniach stracił jednak tylko cztery punkty, w tym ostatniego dnia zawodów uzyskał 299 na 300 możliwych punktów. Ostatecznie zajął jednak dopiero 45. miejsce, z wynikiem 556 punktów. W 1977 odszedł ze Śląska Wrocław, kontynuował jednak karierę jako zawodnik niezrzeszony w żadnym klubie, w latach 1977–1979 pracował jako nauczyciel wychowania fizycznego. W 1980 piąty raz wystąpił na igrzyskach olimpijskich – w Moskwie, formalnie znów był zawodnikiem Śląska Wrocław. W konkurencji pistolet szybkostrzelny 2 × 30 metrów zajął tym razem 14 m. (ex equo z Andrzejem Macurem), z wynikiem 591 punktów (295+296 punktów). Ostatni raz w karierze sportowej wystąpił 7 listopada 1980 na zawodach w Bydgoszczy.
W swojej karierze zdobył 22 tytuły mistrza Polski:
- Pd-1 (1960, 1965, 1966, 1967)
- PW-1 (1963, 1964, 1965, 1966, 1967, 1968, 1973)
- Pd-5 (1962)
- Pd-6 (1965, 1970, 1973, 1975, 1976, 1978, 1979, 1980)
- pistolet pneumatyczny (1970, 1973)

17 razy poprawiał rekord Polski w różnych konkurencjach strzeleckich.

### Po zakończeniu kariery sportowej
Po zakończeniu kariery sportowej przeszedł na rentę wojskową III grupy w związku z upośledzeniem słuchu. W kolejnych latach prowadził za granicą treningi strzeleckie, był też taksówkarzem. Od 1987 mieszkał ponownie w Łazach, gdzie został pochowany 25 lutego 2022.

## Życie prywatne
W 1961 ożenił się z Teresą Korzeniewską. Małżeństwo miało dwóch synów: Mirosława i Tomasza.

## Odznaczenia i wyróżnienia
- Zasłużony Mistrz Sportu (1967)[2]
- Krzyż Kawalerski Orderu Odrodzenia Polski (1968)[2]
- Krzyż Oficerski Orderu Odrodzenia Polski (1972)[40]
- zwycięstwo w Plebiscycie Słowa Polskiego na najlepszego sportowca Dolnego Śląska[41]
- piąte miejsca w Plebiscytach Przeglądu Sportowego w 1968 i 1972.
- Nagroda Wrocławia (2015)[42]
- Honorowy Obywatel Miasta Łazy (2017)[43]
- członkostwo honorowe Klubu Strzelectwa Pneumatycznego Jura LOK w Łazach (2011)[44]